# Municipio de Dane Prairie
El municipio de Dane Prairie (en inglés: Dane Prairie Township) es un municipio ubicado en el condado de Otter Tail en el estado estadounidense de Minnesota. En el año 2010 tenía una población de 887 habitantes y una densidad poblacional de 9,56 personas por km².

## Geografía
El municipio de Dane Prairie se encuentra ubicado en las coordenadas 46°14′18″N 95°57′11″O / 46.23833, -95.95306. Según la Oficina del Censo de los Estados Unidos, el municipio tiene una superficie total de 92.78 km², de la cual 80,07 km² corresponden a tierra firme y (13,7 %) 12,71 km² es agua.

## Demografía
Según el censo de 2010, había 887 personas residiendo en el municipio de Dane Prairie. La densidad de población era de 9,56 hab./km². De los 887 habitantes, el municipio de Dane Prairie estaba compuesto por el 98,65 % blancos, el 0,23 % eran amerindios, el 0,34 % eran asiáticos, el 0,11 % eran isleños del Pacífico, el 0,23 % eran de otras razas y el 0,45 % eran de una mezcla de razas. Del total de la población el 1,92 % eran hispanos o latinos de cualquier raza.